# Ellen Thesleff
Ellen Thesleff (5. října 1869 Helsinky – 12. ledna 1954) byla expresionistická finská malířka. Je považovaná za jednu z předních finských modernistických malířek.

## Život
Narodilase v Helsinkách jako nejstarší dcera z pěti sourozenců; její otec byl amatérský malíř. Chodila na soukromé hodiny a poté v roce 1887 studovala dva roky na Finnish Art Society Drawing School (nyní známá jako Finská akademie výtvarných umění) u Gunnara Berndtsona. V roce 1891 se přestěhovala do Paříže a začala studovat na Académie Colarossi.
Strávila celý svůj život ve Finsku, Francii a Itálii, Itálii navštívila poprvé v roce 1894. Ve Finsku měla rodinné sídlo v Murole, Ruovesi. Nikdy se nevdala. Zúčastnila se mnoha velkých výstav. V roce 1949 byly její obrazy vystaveny na velké výstavě severského umění v Kodani a byly oceněny médii.
Na začátku své kariéry Thesleff pracovala na symbolistických obrazech ve stylu podobném Eugène Carrièrovi, i když trvala na tom, že ji nejvíce ovlivnil Édouard Manet. Později přešla k expresionismu a modernismu, zejména krajinám.
Byla zahrnuta do výstavy „Ženy v Paříži 1850-1900“, která se konala v roce 2018.

## Galerie

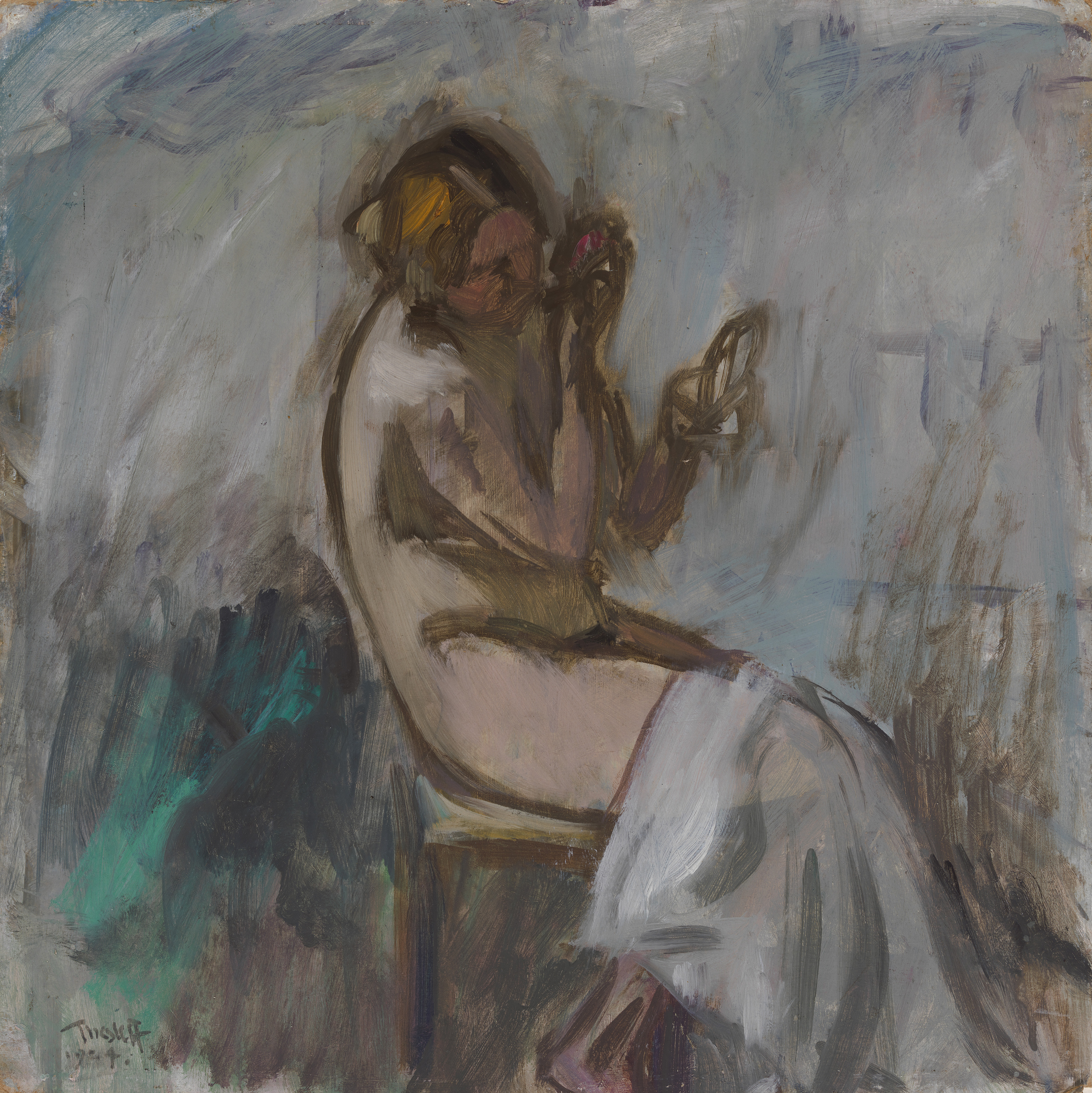
Modelka se zrcadlem
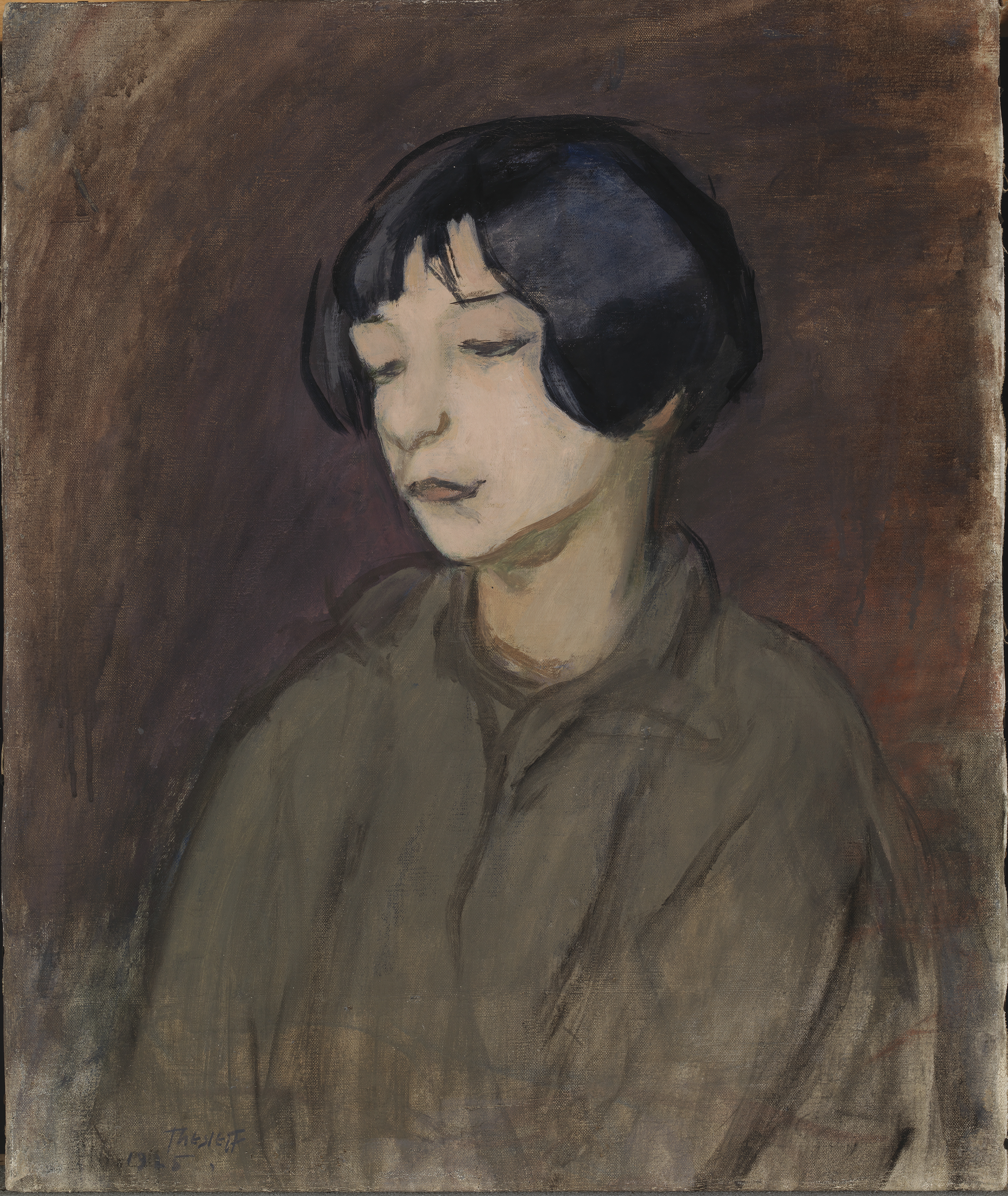
Italská dívka
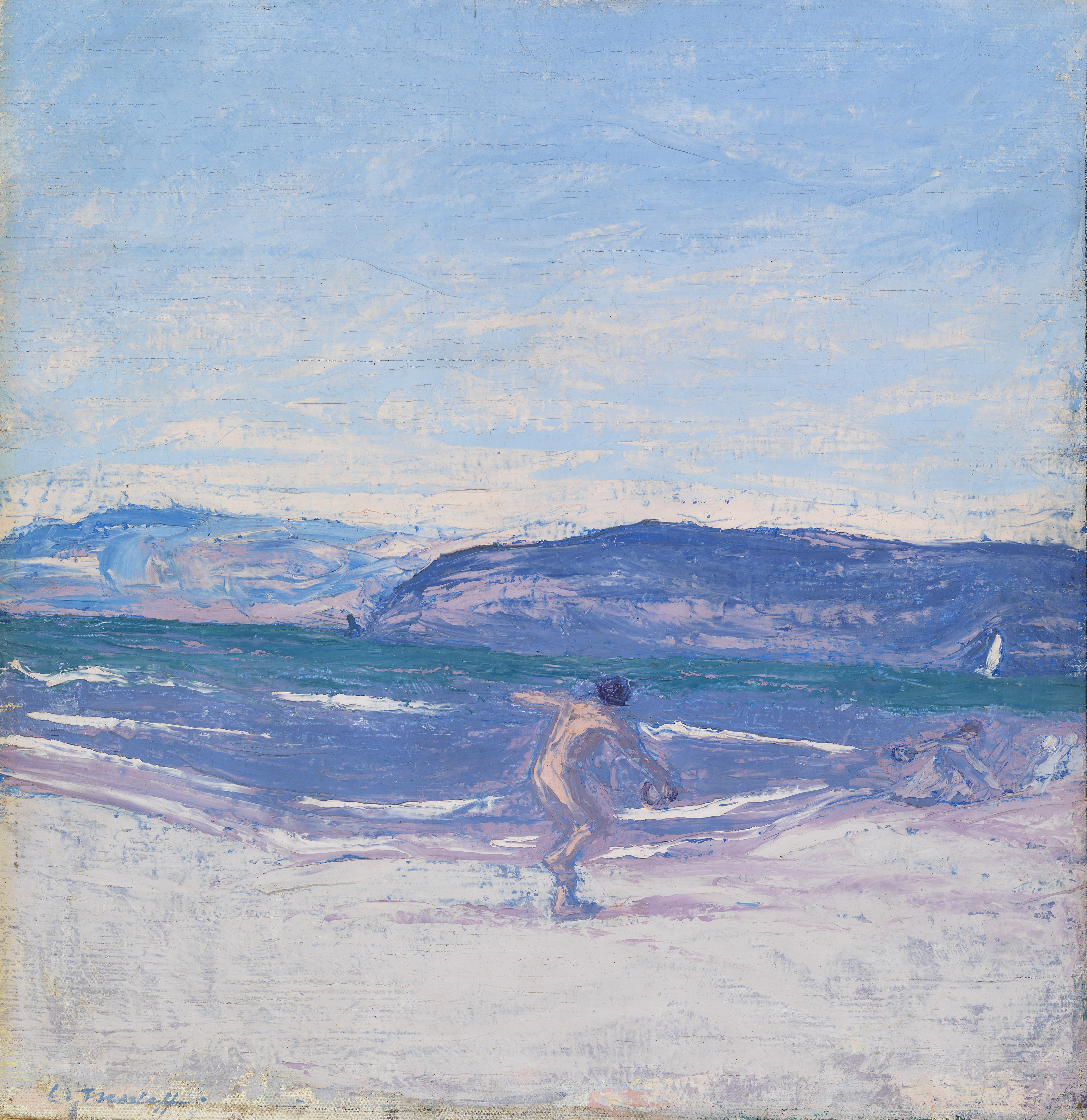
Hra s míčem